# Aurlus Mabélé
Aurlus Mabélé (* 26. Oktober 1953 in Brazzaville als Aurélien Miatsonama; † 19. März 2020 in Paris) war ein kongolesischer Soukous-Sänger und Komponist.

## Leben
Aurlus Mabélé war bereits seit seiner Jugend als Musiker aktiv. Gemeinsam mit Jean Baron, Pedro Wapechkado und Mav Cacharel gründete er 1974 die Musikgruppe Les Ndimbola Lokole. Nach Erfolgen im Kongo begann er sich Mitte der 1980er Jahre auf eine Musikkarriere in Europa zu konzentrieren. Dazu gründete er mit Diblo Dibala und Mav Cacharel 1986 die Gruppe Loketo. Während seiner mehr als 25 Jahre andauernden Karriere wurden laut eigenen Angaben weltweit über 10 Millionen Tonträger seiner Musik verkauft.
Nachdem er mehr als fünf Jahre lang mit den Folgen eines Schlaganfalls gekämpft hatte, begann er ab 2009 mit einer erfolgreichen Tour auf den Antillen mit seinem musikalischen Comeback.
Am 19. März 2020 starb Mabélé im Alter von 66 Jahren während der COVID-19-Pandemie in Frankreich an den Folgen einer SARS-CoV-2-Infektion in Paris.

## Diskografie (Auswahl)
- Soukouss la terreur (1989)
- Embargo (1990)
- Stop Arretez ! (1992)
- Génération-Wachiwa encaisse tout (1994)
- Best of Aurlus Mabele (1997)
- Proteine 4 (1998)
- Tour de contrôle (1998)
- Dossier X (2000)